# 격포행궁
격포행궁(格浦行宮)은 대한민국 전북특별자치도 부안군 변산면 격포리 격상마을 사투봉 아래에 있었던 조선시대 행궁이다.
1640년(인조 18) 1월 순검사 박황이 격포진 설치를 건의하였는데, 같은 해 전라감사 원두표(元斗杓, 1593~1664)는 ‘무주의 적상산성(赤裳山城)을 수축할 것’을 청하였고, 인조 19년(1641) 1월 박황은 원두표로 하여금 격포 신영(新營)을 겸관(兼管)하게 할 것을 요청하였다. 이는 1년도 채 되지 않은 시점에 격포진과 행궁이 완성된 것으로 판단된다.

## 규모
행궁의 규모에 대해서는 강흔(姜俒, 1739~1775)의 ｢격포행궁기(格浦行宮記)｣를 참조할 수 있다. 이에 따르면, 행궁은 “정전(正殿)은 열 칸이고, 동서 날개집은 여덟 칸이며, 누각(樓閣) 네 칸, 행각(行閣) 네 칸이다. 바깥문은 세 칸이고, 안문은 두 칸으로 담을 둘러쳤다. 단청은 벗겨졌으나 건물의 규모는 거창했다. 변산지역 승려들을 불러 모아 행궁을 지키고 있었다.”라고 기록하였고, 격포진 관아 앞에 만하루(挽河樓)의 명칭도 확인할 수 있다. 다만 격포 행궁은 동시기 설치된 남한산성 행궁, 북한산성 행궁, 강화도 행궁과 비교하여 그 규모에 작은 편이다.

## 격포행궁의 위치
행궁의 위치와 좌향에 대해서는 여러 고지도에 행궁이 사투봉 아래에서 북향하고 있는 도형에도 불구하고 강흔의 ｢격포행궁기｣ 번역문에 따라 격포진에서 약 1리 떨어진 곳에 동향(東向)하고 있다고 판단하였다. 그러나 <호남지도>(규12155-v.1-7) 격포진도(格浦鎭圖, 영조년간)', <비변사인인방안지도>내 기록에 의하면, "행궁은 5칸이고 미좌축향(未坐丑向)"이 확인된다. 강흔의 글에서 확인되는 정전은 10칸이라는 것과 비교되는데, 이는 정면 5칸을 이야기하는 것으로 보이며, 정면 5칸, 측면 2칸으로 10칸짜리 건축물로 판단된다. 미좌축향이란 미(未) 방위에서 축(丑)을 향하고 있다는 뜻이다. 12지지를 360도로 환산하면 약 210도되는 곳에서 30도를 향하는 방위이다. 정북향에서 북동방향으로 30도 기울었다는 뜻이다. <호남지도> 격포진도내 행궁의 위치는 전형적인 화국양향으로 물이 행궁의 오른쪽으로 흐르는 우선수(右旋水)이고 내룡은 왼쪽으로 이어진 좌선룡(左旋龍) 형국이라고 할 수 있다.

## 조성 이유
격포 행궁이 건립된 1640년은 병자호란(丙子胡亂)이 끝나고 얼마 되지 않은 시점이고, 무엇보다 1637년 2월 5일부터 1644년 4월 19일까지의 기간은 병자호란 이후 청나라와 강화조건에 따라 조선을 떠난 소현세자(昭顯世子, 1612~1645)와 봉림대군 일행이 심양에 머무르고 있던 시기였다. 따라서 1640년에 남한산성 행궁이나 강화도 행궁을 너머 저 멀리 호남지방에 행궁을 세웠다는 것에 대해서 약간의 의문을 갖지 않을 수 없다. 특히 병자호란이후 청나라는 조선에 대해서 군사를 원조해줄 것을 계속요구하였고, 조선으로서는 명나라와의 군신의 명분, 신종황제의 제조지은(再造之恩)을 들어 조병(助兵)에 반대하는 상소도 계속 이어졌다. 그러던 1639년(인조 17) 7월, 청나라의 조병 요구가 받아들여지지 않자, 이번에는 왕에게 청나라에 입조(入朝)할 것을 요구하기에 이르렀다. 입조요구에 대해서 이성구는 “한 번 입조해서 별일이 없었다 하더라도 해마다 입조하게 한다면 어떻게 처리하겠습니까.”라고 한 것은 조선의 근심을 명쾌하게 설명한 것이다.
1639년(인조 17) 7월 14일, 청나라와 관계를 끊는 것에 대해서 비국 당상과 의논하게 되는데 바로 청나라가 요구한 입조에 대한 결정을 내려야 할 때가 왔기 때문이었다. 인조는 소현세자가 있는 심양에 다녀왔던 박황에게 청나라의 사정을 물었고, 박황은 ‘불측한 화가 있을 것이니, 반드시 일찌감치 대비를 해야 할 것으로 여깁니다. 신이 심양에 있을 때에 어떤 사람이 범문정(范文程)의 말을 은밀히 전해 주기를 ‘성에서 나왔을 때 아들로 바꾸어 세우지 않은 것을 후회한다.’고 하였다.’는 것을 전하였다. 물론 범문정이 이렇게 말한 것은 청나라의 징병에 관한 일을 거절한 것 때문이라고 하였지만, 부제학 김반(金槃)은 ‘저들이 호의(好意)가 없다는 것을 알 수가 있습니다. 영남의 성지(城池)를 이미 수선하였으니, 강도(江都; 강화도)도 보장으로서 울타리가 되는 곳이니 모름지기 미리 잘 조처하여 후일의 진양(晉陽)으로 삼아야 된다.’고 주장하였다. 이어 김류(金瑬)는 “군사 원조에 관한 허락 여부를 모름지기 속히 결정해야 되지만, 상께서 머무를 곳은 남한산성과 강화도 중 한 곳으로 결정하여 미리 준비해 놓아야 합니다.”라고 하였다. 
이런 와중에 승지 이경의(李敬義)의 상소는 청나라와의 관계를 끊는 것에 대한 대비책이자, 호남 지역의 관방체제가 변화하게 된 원인이라고 할 것이다. 이경의는 상소 앞부분에 1637년 1월 이후 ‘공물이 불어나는 것에 대해서 더 이야기 하지 못했던 것은 세자가 무사히 환국하기를 바라기 때문이었다.’는 것을 밝히고 있으나 그 요구가 ‘왕의 청나라 입조에 이르러서는 이에 응할 수 없다.’는 것을 명확히 하였다. 또한 강도에 들어가 머무는 것에 대해서는 ‘적이 만일 전역에 가득차게 된다면 한 조각 조그만 섬에 의지하여 사방을 돌아보아도 아득하게 푸른 바다만 보일 뿐’이니 상책이 아니라고 하였다. 이어서 다음과 같은 계책을 말하였다. 
```
 "강도를 근본으로 삼고 덕물(德物)의 여러 섬과 남양(南陽)의 대부(大富), 인천의 자양(紫陽)을 좌우 울타리로 삼으며, 해서는 연안·해주를 대진(大鎭)으로 삼아 백령도(白翎島)에 이르고, 호서는 수영(水營)·서산·태안을 우익(羽翼)으로 삼습니다. 그리고 안변·난지·원산 등의 섬 및 서천포와 고군산 제도를 열둔(列屯)하는 곳으로 삼으며, 부안·변산에 또 대진(大鎭)을 설치하고 여기에서부터 남쪽으로 뻗어 영암·나주에 이르러 끝나게 합니다."
```

즉 강화도를 중심으로 북쪽으로는 연안과 해주, 남쪽으로는 부안 변산에 각각 대진(大鎭)을 세워 서로 흐응하게 하고, 부안 변산은 나주와 영암과 호응할 수 있는 체제을 갖추게 하는 것, 이것이 혹시 청나라의 관계가 악화될 경우에 최후의 보루, 바로 부안과 변산을 조선의 진양으로 삼는 것이었다.
다만, 정확한 격포행궁지를 찾기 위해서는 격포리 사투봉 아래에서부터 격상마을 저수지인근까지 정밀지표조사 및 시굴조사가 선행되어야 할 것이다.